# Ensenada Aguayo
Die Ensenada Aguayo (spanisch; in Argentinien Ensenada Pantera; im Vereinigten Königreich Cardell Cove) ist eine 5 km breite und 5 km lange Nebenbucht der Darbel Bay an der Loubet-Küste Grahamlands auf der Antarktischen Halbinsel. Sie liegt 11 km südöstlich des Kap Bellue. Ihre Einfahrt, vor der die Workman Rocks liegen, wird südlich durch den Phantom Point begrenzt. In sie hinein mündet der Cardell-Gletscher.
Chilenische Wissenschaftler benannten sie nach Fregattenkapitän Carlos Aguayo Ávila, Kommandant der Piloto Pardo bei der 18. Chilenischen Antarktisexpedition (1963–1964). Argentinische Wissenschaftler benannten sie dagegen in Anlehnung an die Benennung des Panther-Kliffs, das am Kopfende der Bucht aufragt. Das UK Antarctic Place-Names Committee wiederum benannte sie 2016, wie zuvor schon den Cardell-Gletscher, nach dem britischen Augenchirurgen John Douglas Magor Cardell (1896–1966), der die erste moderne Schneebrille entwickelte.